# Moment d'encastrement
Un moment d'encastrement est le moment qui est exercé par l'environnement via un appui d'encastrement sur le composant supporté lorsque l'appui empêche le composant de tourner par rapport à l'environnement,.
L'encastrement d'un composant empêche non seulement la rotation, mais empêche également le composant de se déplacer par rapport à l'environnement. Une force d'appui (de) est ajoutée. Le terme général désignant la force d'appui et le moment d'encastrement est la réaction d'appui.
Les réactions d'appui sur un appui sont déterminées à l'aide des conditions d'équilibre.